# Settimana della moda di Milano
La settimana della moda di Milano o Milan Fashion Week è una celebre settimana della moda tenuta due volte all'anno a Milano, in Italia. 
La settimana della moda di Milano è stata istituita nel 1958 e fa parte delle "Big Four ", ovvero dei quattro eventi della durata di una settimana relativi al mondo della moda ritenuti particolarmente importanti in quanto svolti nelle capitali mondiali del settore. Le altre tre settimane della moda dei "Big Four " sono quelle di New York, Londra e Parigi. Il programma inizia con New York, seguito da Londra, poi Milano e infine Parigi.
La settimana della moda di Milano viene indetta dalla Camera nazionale della moda italiana, una organizzazione non a scopo di lucro che disciplina, coordina e promuove lo sviluppo della moda italiana ed è responsabile dell'organizzazione degli eventi legati alla moda di Milano. Tradizionalmente la settimana della moda si svolgeva presso la Fiera di Milano di via Gattamelata, ma nel 2010 l'evento è stato organizzato presso il Fashion Hub.
L'evento con le sfilate primavera/estate si tiene a settembre/ottobre di ogni anno mentre l'evento con le sfilate autunno/inverno si tiene a febbraio/marzo di ogni anno. Le collezioni mostrate durante le sfilate sono relative alle stagioni successive, e vengono organizzate con largo anticipo in modo da consentire la produzione degli articoli presentati e la loro acquisizione da parte dei negozi. Gli eventi dedicati alla moda femminile sono il clou della settimana della moda ed in particolar modo “Womenswear”, “Milan SS Women Ready to Wear” e “Milano Moda Donna” sono le sfilate più importanti. Gli eventi dedicati alla moda maschile sono "Menswear" e "Milano Moda Uomo".

## Storia
La settimana della moda italiana deve la sua origine all'aristocratico italiano Giovanni Battista Giorgini, il quale, prendendo spunto da Eleanor Lambert (considerata l'inventrice delle fashion week), organizzò una serie di spettacoli a Palazzo Pitti a Firenze. Grazie a Giorgini la moda italiana conquistò una legittimazione internazionale; prima di questo momento, infatti, le sfilate italiane si svolgevano prevalentemente in piccoli atelier o magazzini. La sua iniziativa ebbe un incredibile successo tale da causare problemi di sovraffollamento nella città di Firenze. Per risolvere tali problemi e gestire in modo più efficiente il traffico di persone che provenivano da tutto il mondo, le sfilate vennero spostate a Milano, dove, nel 1975, ebbe luogo la prima settimana della moda.
Verso la fine degli anni '60 Roma era divenuta la capitale italiana dell’alta moda grazie alla promozione in molti film, facendo traballare il primato parigino dell’haute couture. Dalla metà degli anni Settanta molti stilisti, tra i quali Walter Albini, Ottavio Missoni, Krizia e molti altri, cominciarono ad abbandonare le passerelle romane dell’alta moda, e diedero vita a un nuovo movimento nel panorama della moda; è proprio in questi anni, infatti, che sulle passerelle milanesi nasce il prêt-à-porter.

### Milano Digital Fashion Week 2020
A causa della pandemia COVID-19, l'edizione 2020 si è svolta solo attraverso i media digitali dal 14 al 17 luglio 2020. Secondo una ricerca di mercato Klarna, risalta il ruolo fondamentale dei social media per attrarre l'interesse dei consumatori riguardo alle ultime tendenze di moda. Stando ai dati diffusi da Cnmi-Camera nazionale della moda italiana, la pagina digitale della settimana della moda milanese digitale del 2020 ha raggiunto un totale di 43 milioni di visualizzazioni nel solo canale streaming. Milanofashionweek.cameramoda.it ha generato infatti oltre 516 mila visualizzazioni. 
I dati dell'indagine di Klarna, che ha interessato oltre 1.000 consumatori italiani, evidenziano che ben la metà delle fashioniste del Belpaese (49%) va alla ricerca di fotografie e video delle proposte avanzate sulle passerelle, ritenendo le passerelle un'importante fonte di ispirazione per i propri outfit.

## Località
La settimana della moda milanese comprende in genere più di 50 sfilate per ogni edizione e trasforma la città in un luogo di ritrovo turistico semplicemente creando varie sedi per le sfilate, ospitate nei palazzi più eleganti e influenti. Esempi di location sono Palazzo Reale, Palazzo Serbelloni e molti altri.